# Varciopsis tenguelana
Varciopsis tenguelana är en insektsart som beskrevs av Ronald Gordon Fennah 1945. Varciopsis tenguelana ingår i släktet Varciopsis och familjen Nogodinidae. Inga underarter finns listade i Catalogue of Life.